# Scytalidium uredinicola
Scytalidium uredinicola is een hyperparasiet behorend tot de orde Helotiales.
De schimmel parasieteert op de acia van de roest Cronartium fusiforme, die de naalden van Pinus-soorten aantast en op gallen van Endocronartium harknessii. Bij deze laatste wordt het houtachtige weefsel van de gallen binnengedrongen en wordt zo de roest vernietigd. Ook wordt de kieming van de sporen van Endocronartium harknessii met de door Scytalidium uredinicola gevormde metaboliet maltol geremd.
Scytalidium uredinicola wordt verspreid door Nitidulida kevers.

## Referentie
- Urediniospore in ScienceDirect